# Aconaemys
Aconaemys es un género de roedores histricomorfos de la familia Octodontidae conocidos vulgarmente como ratas de las rocas, tunducos o ratas de los pinares. Se encuentran en Argentina y Chile.

## Especies
Se han descrito tres especies:
- Aconaemys fuscus
- Aconaemys porteri
- Aconaemys sagei